# Этилнатрий
Этилнатрий — металлоорганическое соединение натрия с формулой NaC2H5, бесцветные кристаллы, самовоспламеняющиеся на воздухе.

## Получение
- Действие бромистого этила на металлический натрий в петролейном эфире:

{\displaystyle {\mathsf {Na+C_{2}H_{5}Br\ {\xrightarrow {}}\ NaC_{2}H_{5}+NaBr}}}
- реакция диэтилртути и металлического натрия:

{\displaystyle {\mathsf {2Na+Hg(C_{2}H_{5})_{2}\ {\xrightarrow {}}\ 2NaC_{2}H_{5}+Hg}}}

## Физические свойства
Этилнатрий образует бесцветные кристаллы, самовоспламеняющийся на воздухе, плохо растворяется в органических растворителях.

## Химические свойства
- Разлагается при нагревании:

{\displaystyle {\mathsf {NaC_{2}H_{5}\ {\xrightarrow {T}}\ NaH+C_{2}H_{4}}}}
- Реагирует с водородом:

{\displaystyle {\mathsf {NaC_{2}H_{5}+H_{2}\ {\xrightarrow {T}}\ NaH+C_{2}H_{6}}}}
- Реагирует с бензолом:

{\displaystyle {\mathsf {NaC_{2}H_{5}+C_{6}H_{6}\ {\xrightarrow {T}}\ NaC_{6}H_{5}+C_{2}H_{6}}}}
- Реагирует с этанолом:

{\displaystyle {\mathsf {NaC_{2}H_{5}+C_{2}H_{5}OH\ {\xrightarrow {T}}\ NaOC_{2}H_{5}+C_{2}H_{6}}}}
- Реагирует с диэтиловым эфиром:

{\displaystyle {\mathsf {NaC_{2}H_{5}+C_{2}H_{5}OC_{2}H_{5}\ {\xrightarrow {T}}\ NaOC_{2}H_{5}+C_{2}H_{4}+C_{2}H_{6}}}}
- Реагирует с диэтилцинком:

{\displaystyle {\mathsf {NaC_{2}H_{5}+Zn(C_{2}H_{5})_{2}\ {\xrightarrow {T}}\ Na[Zn(C_{2}H_{5})_{3}]}}}